# Globivenus rugatina
Globivenus rugatina is een tweekleppigensoort uit de familie van de Veneridae. De wetenschappelijke naam van de soort is voor het eerst geldig gepubliceerd in 1887 door Heilprin.